# ユシ・ヴァイカネン
ユシ・ヴァイカネン（ユッシ・ヴェイッカネンJussi Veikkanen、1981年3月29日 - ）は、フィンランド、リーヒマキ出身の自転車競技（ロードレース）選手。

## 経歴
1998年
- シクロクロス・ジュニア部門の国内選手権優勝。

1999年
- シクロクロス・ジュニア部門の国内選手権連覇。

2003年
- 国内選手権・個人ロードレース優勝。

2005年、フランセーズ・デ・ジュー（現 FDJ・ビッグマット）に移籍。
- 国内選手権・個人ロードレース優勝。

2006年
- 国内選手権・個人ロードレース優勝。
- ジロ・デ・イタリア初出場（総合70位）
- ラ・トロピカル・アミサ・ボンゴ 初代総合優勝者

2008年
- 国内選手権・個人ロードレース優勝。

2009年
- ツール・ド・フランス初出場。第2～第5ステージにおいて、山岳賞部門で首位。

2010年
- 国内選手権・個人ロードレース優勝。

2011年、オメガファーマ・ロットに移籍。
2012年、FDJ・ビッグマットに移籍。
2013年
- ツアー・ダウンアンダー 総合10位

2015年シーズンをもって現役を引退した。
2018年よりグルパマ・FDJのアシスタントディレクターに就任した。